# Dowództwo Wojsk Łączności Ministerstwa Spraw Wojskowych
Dowództwo Łączności Ministerstwa Spraw Wojskowych – jednostka organizacyjna Ministerstwa Spraw Wojskowych. Organ planistyczno-kierowniczy łączności w II Rzeczypospolitej.
Dowództwo Wojsk Łączności powstało z przekształcenia Szefostwa Łączności. Sprawowało dowodzenie nad oddziałami łączności Wojska Polskiego.

## Obsada personalna dowództwa
dowódcy/szefowie
- ppłk Kazimierz Goebel[2]
- płk dypl. Heliodor Cepa

Organizacja i obsada personalna w 1939
Pokojowa obsada personalna dowództwa w marcu 1939 roku
- dowódca – płk dypl. łącz. Heliodor Cepa
- I zastępca dowódcy – płk łącz. Józef Bolesław Wróblewski
- II zastępca dowódcy – płk łącz. Stefan Kijak
- adiutant – kpt. łącz. Walenty Wojnarowicz
- w dyspozycji dowódcy – mjr łącz. Artur Bedlewicz
- w dyspozycji dowódcy – mjr łącz. Tadeusz Feliks Kuligowski
- w dyspozycji dowódcy – kpt. łącz. Roman Domaszewicz
- w dyspozycji dowódcy – kpt. łącz. Tadeusz Lenczewski
- szef Wydziału Ogólnego – ppłk łącz. Zenon Konarski
- kierownik referatu ogólnego – kpt. łącz. Wincenty Szczęsnowicz
- kierownik referatu organizacyjnego – kpt. dypl. łącz. Zygmunt Chamski
- kierownik referatu technicznego – mjr łącz. Jan Stanisław Józef Bartkowski
- referent ogólny – kpt. adm. (łącz.) Wincenty Hegner[b]
- szef Wydziału Wyszkolenia – ppłk łącz. Wincenty But
- kierownik referatu inspekcji – ppłk łącz. Roman Łączyński
- referent – kpt. łącz. Roman Machalski
- kierownik referatu wyszkolenia – mjr łącz. Kazimierz Jan Korasiewicz
- referent – kpt. łącz. Mieczysław Antoni Wargalla
- kierownik referatu studiów – mjr łącz. Lucjan Antoni Recław[c]
- szef Wydziału Materiałowo-Budżetowego – mjr łącz. Tadeusz Hubert
- kierownik referatu budżetowego – kpt. adm. (łącz.) Karol Pudło[d]
- kierownik referatu materiałowego – kpt. łącz. Bronisław Front
- referent – kpt. łącz. inż. Józef Srebrzyński[9]
- kierownik Samodzielnego Referatu Studiów – mjr łącz. Władysław II Gaweł
- kierownik Samodzielnego Referatu Przemysłu Wojennego – mjr łącz. Tadeusz Hermogenes Idzikowski